# Енніс Паркер
Енніс Денетт Паркер (англ. Annise Danette Parker; нар. 17 травня 1956, Х'юстон, Техас) — американська політична діячка, у 2010 році обійняла посаду мера Х'юстона. Відкрита лесбійка. Х'юстон є першим з великих міст у США, яке вибрало відкриту гомосексуалку мером. Належить до Демократичної партії і входила до міської ради Х'юстона з 1998 по 2004, міський контролер Х'юстона з 2004 по 2010.